# 타라토르 (수프)
타라토르(불가리아어·세르비아어·마케도니아어: таратор, 알바니아어: tarator, 마케도니아어: таратур 타라투르, 키프로스 그리스어: ταλαττούρι 탈라투리[*])는 불가리아와 북마케도니아를 비롯한 발칸반도에서 즐겨 먹는 음식이다. 오이와 요구르트로 만들며, 묽은 수프 형태가 있고, 걸쭉한 딥 형태가 있다.

## 지역별 타라토르
불가리아의 타라토르는 주로 오이를 넣은 차가운 요구르트 수프를 뜻하며, 보통 요구르트에 오이와 딜, 다진 마늘, 소금을 넣고 기름(올리브유나 해바라기씨유)을 두르고 호두를 뿌려 낸다. 딜과 마늘, 호두는 빼고 만들기도 한다. 메제(전채)로 내거나, 숍스카 샐러드 등과 함께 부식으로 낸다. 특히 여름에 즐겨 먹는 음식이다. 오이 외에도 주키니호박, 셀러리악, 상추나 양상추, 파슬리, 딜, 당근, 호박 등으로 타라토르를 만들 수 있다. 물기를 제거한 여과 요구르트를 사용해 샐러드처럼 만든 것은 "백설공주 샐러드(снежанка 스네잔카)" 또는 "마른 타라토르(сух таратор 수흐 타라토르)라 부른다.
북마케도니아와 세르비아의 타라토르는 차게 한 여과 요구르트에 오이와 다진 마늘, 소금, 기름(올리브유나 해바라기씨유)를 넣어 만들며, 딜 등 허브로 향을 낸다. 수프보다 딥에 가까워, "마른 타라토르(сув таратор 수브 타라토르)"로도 부른다.
알바니아의 타라토르는 요구르트에 마늘, 파슬리, 오이, 소금, 올리브유를 넣어 만들고, 흔히 오징어 튀김과 함께 낸다.
키프로스의 탈라투리는 여과 요구르트에 오이, 마늘, 민트나 오레가노, 올리브유를 넣어 만든다.

## 비슷한 음식
타라토르와 비슷한 음식으로 터키의 자즈크(cacık)와 그리스의 자지키(τζατζίκι)가 있다. 터키에서는 타라토르가 "발칸반도식 자즈크(balkan cacığı 발칸 자즈으[*])"라 불리며, 오이 없이 호두, 빵, 레몬즙 등을 넣어 만든 딥을 가리키는 말인 "타라토르(tarator)"와 구분된다. 
아제르바이잔의 오브두크(ovdukh)는 케피르나 요구르트 등 발효유로 만들고, 오이 외에도 고수, 딜, 바질 등 허브와 파를 넣어 만든다. 채소, 달걀, 햄 등을 섞은 것에 부어 먹기도 하며, 이것이 "캅카스 오크로시카"로 불리기도 한다.
이란의 아브 두그 히야르(آب‌دوغ‌خیار)와 마스트 오 히야르(ماست و خیار)도 오이와 발효유로 만든 음식이다. 아브 두그 히야르는 두그를 넣어 묽은 수프처럼 만든 음식이고, 마스트 오 히야르는 여과 요구르트로 걸쭉하게 만든 딥이다.
다히로 만드는 소스인 남아시아의 라이타와도 유사성이 있다.

## 사진

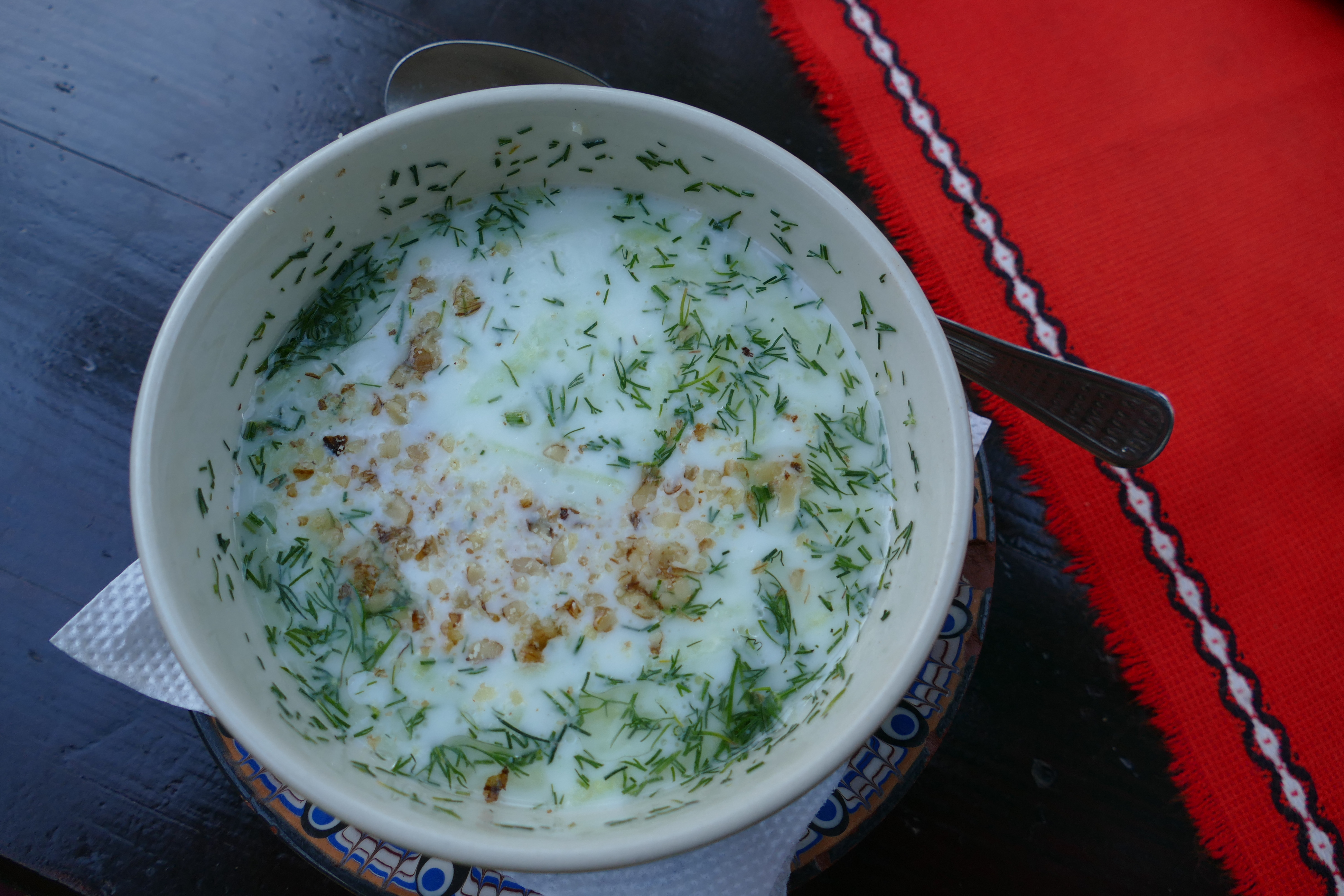
타라토르 (불가리아)
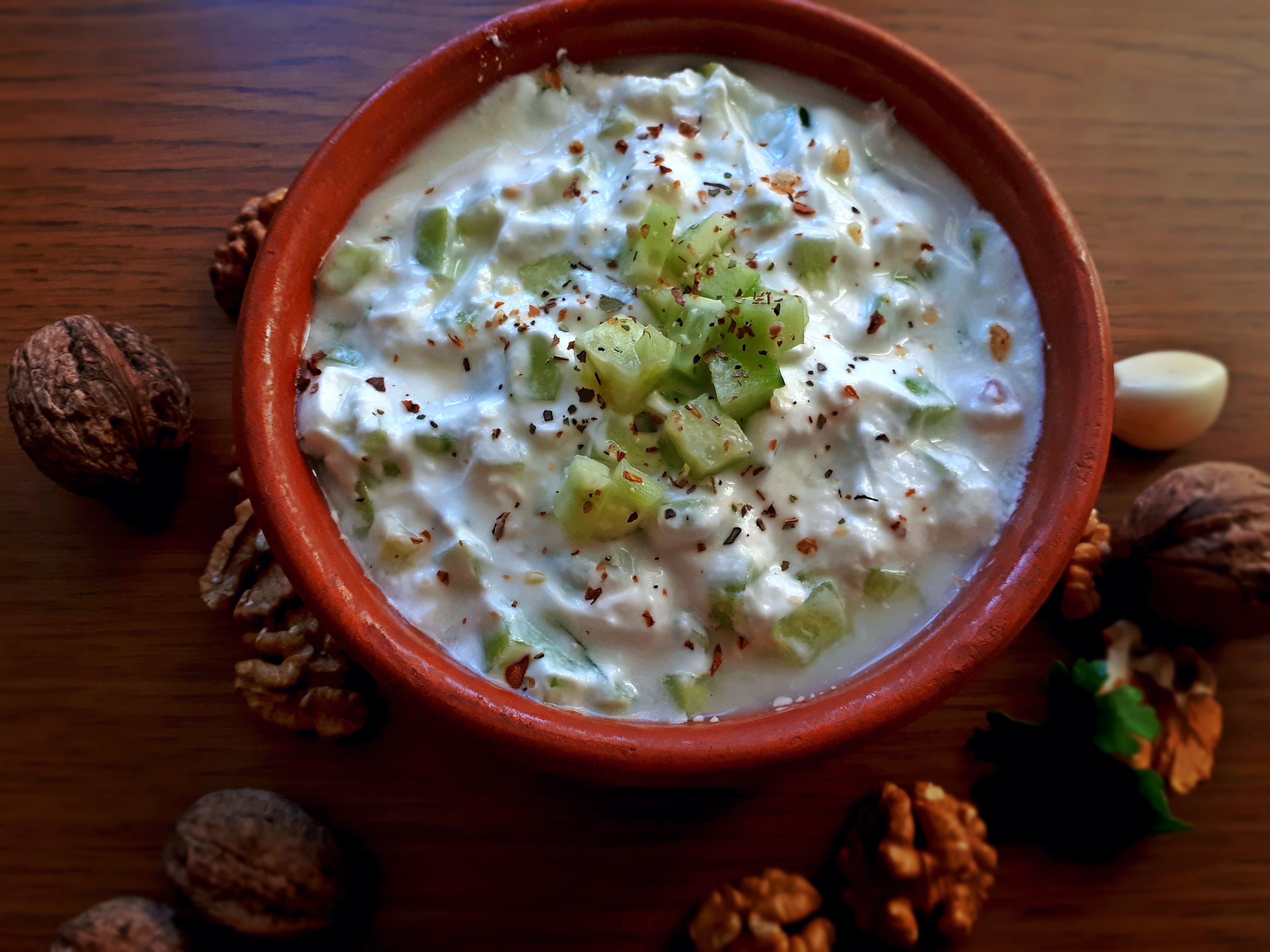
타라투르 (북마케도니아)
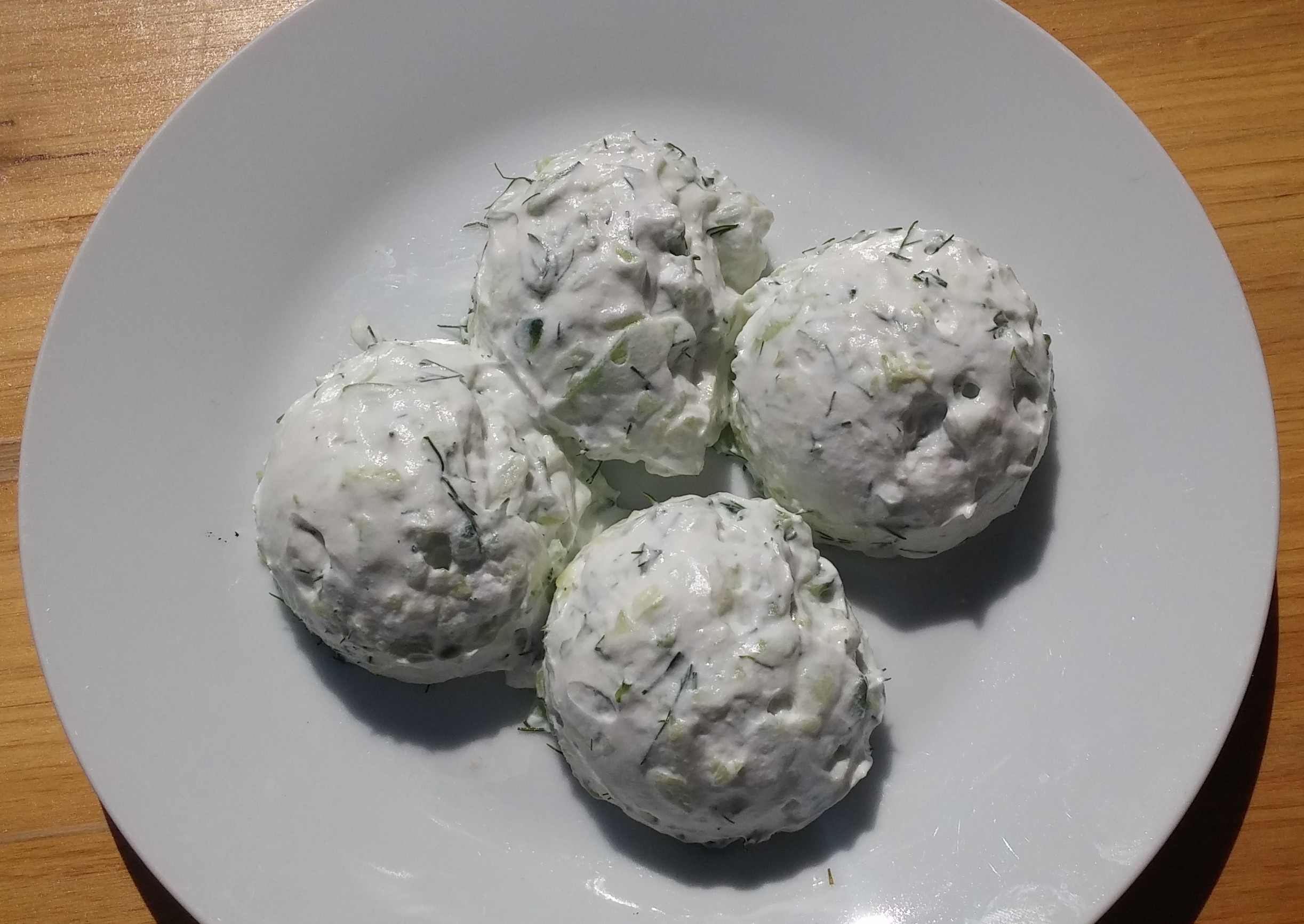
스네잔카 (불가리아)